# Harnaut
Harnaut är en ort i Indien.   Den ligger i distriktet Nālanda och delstaten Bihar, i den nordöstra delen av landet, 900 km öster om huvudstaden New Delhi. Harnaut ligger 51 meter över havet och antalet invånare är 176 140.
Terrängen runt Harnaut är mycket platt. Runt Harnaut är det tätbefolkat, med 947 invånare per kvadratkilometer. Närmaste större samhälle är Bihār Sharīf, 18,6 km söder om Harnaut. Trakten runt Harnaut består till största delen av jordbruksmark.